# 达拉斯·比克斯勒
达拉斯·比克斯勒（英語：Dallas Bixler，1910年2月17日—1990年8月13日），美国男子竞技体操运动员。他曾代表美国获得1932年夏季奥运会体操比赛男子单杠金牌。他于1990年在加利福尼亚州普安那公园去世。